# Basilica di San Francesco alla Rocca
La basilica di San Francesco alla Rocca è un luogo di culto cattolico di Viterbo, elevato al rango di basilica minore da papa Pio XII nel 1949, all'interno del quale si trovano i sepolcri di due papi, Clemente IV e Adriano V.
Dal dicembre 2014 il Ministero per i beni e le attività culturali la gestisce tramite il Polo museale del Lazio, nel dicembre 2019 divenuto Direzione regionale Musei.

## Storia
Essa fu costruita a partire dal 1237, su un terreno che papa Gregorio IX aveva donato ai Francescani, ed il preesistente palazzo detto degli Alemanni, risalente al 1208, fu inglobato nel complesso conventuale adiacente alla chiesa. L'edificio fu restaurato nel corso del XVI secolo ed ancora nel XVII secolo; questi rifacimenti portarono ad aggiunte barocche che coprirono gli originali elementi medievali. Una lapide murata nella facciata informa che la chiesa, semidistrutta dai bombardamenti alleati del 17 gennaio 1944, fu ricostruita dalla Sovrintendenza ai Monumenti del Lazio e riaperta al pubblico nell'aprile del 1953: gli interventi di ricostruzione hanno portato alla totale rimozione degli elementi barocchi ed al ripristino dell'antica struttura romanica.
Di particolare interesse storico è l'annesso convento, oggi sede del distretto militare di Viterbo, che ha visto ospitare, nel corso della sua storia, vari santi, papi ed imperatori; fino all'esproprio del 1873 era sede dell'università teologica francescana.
La Basilica, dopo la pausa dovuta alle soppressioni degli ordini religiosi, è tornata ad essere retta dai Frati Minori Conventuali.

## Descrizione

### Esterno
La facciata presenta un portale romanico con colonne tortili; sopra il portale le insegne di papa Pio XII, che donò alla chiesa il titolo di "basilica minore” (1949); più sopra ancora tre finestre monofore ed un oculo. L'originale facciata romanica presentava anche un portico ed era decorata da diversi affreschi. All'angolo destro vi è un pulpito a pianta esagonale, eretto nel 1428 a ricordo della predicazione a Viterbo, ed -in particolare- in questa chiesa, di san Bernardino da Siena. La basilica è affiancata da un campanile a vela, con una campana datata al 1259.

### Interno

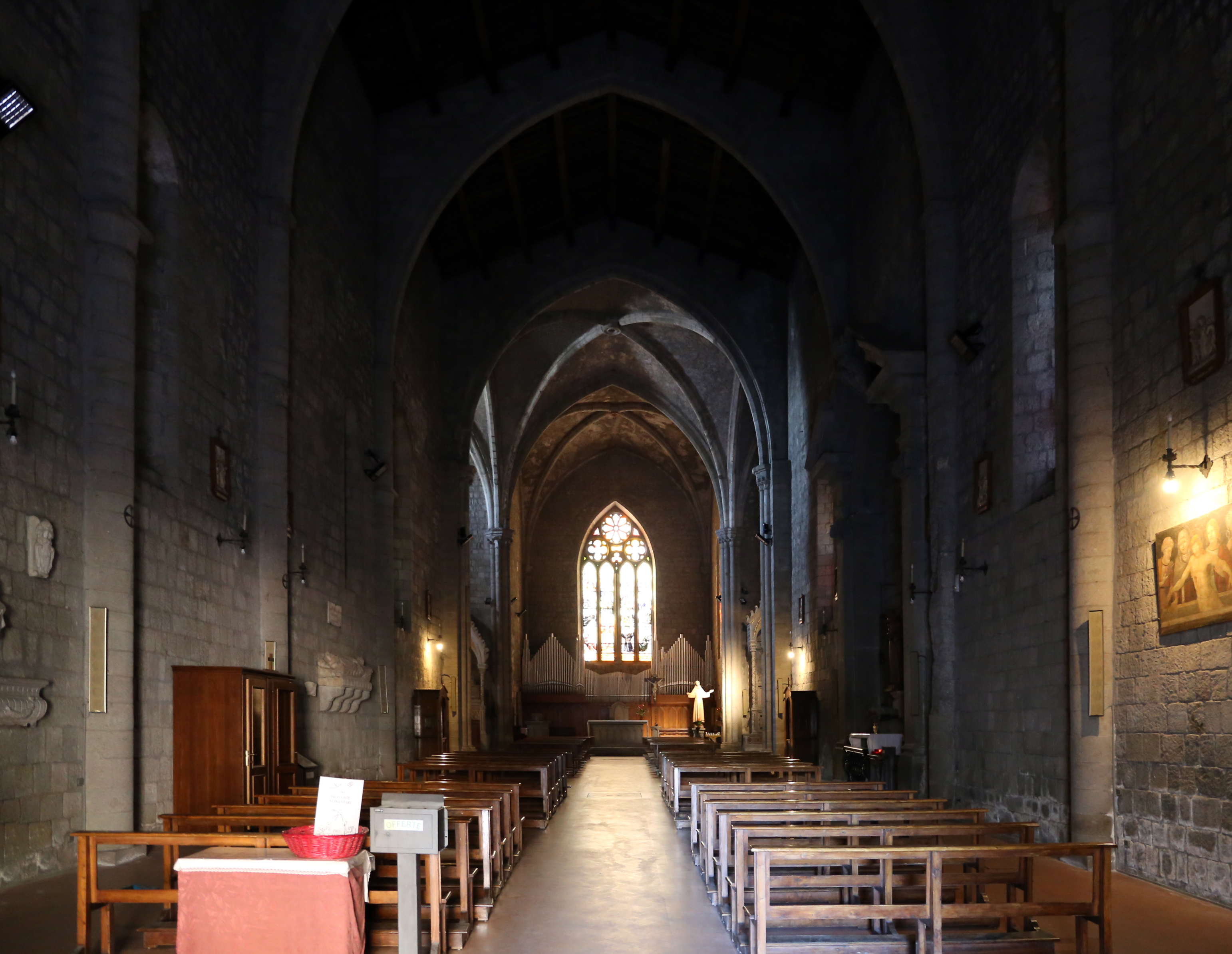
L'interno della chiesa

L'interno si presenta a pianta a croce latina, con abside quadrata, e soffitto a capriate (ricoperto nell'intervento barocco da una finta volta a botte).
Malgrado i bombardamenti del 1944, la chiesa conserva ancora importanti opere d'arte.
- Sulla parete di destra:
  - una tavola dipinta raffigurante La città di Viterbo con i Santi Antonio da Padova e Rosa da Viterbo, risalente al 1572, di fattura discreta, ma di grande interesse storico perché presenta, nella parte bassa, l'unica veduta panoramica della città di fine '500 conosciuta dagli esperti;
  - una tela con la Pietà, opera del Zoroastro.
- Nel transetto di destra, vi sono:
  - una lapide duecentesca, con iscrizione in latino, che è presumibilmente l'unico resto del monumento funebre del cardinale Giordano Pironti, morto nel 1269, durante il celebre e lunghissimo conclave di Viterbo;
  - i resti del monumento funebre di Pietro di Vico realizzato da Pietro di Oderisio nel 1269;

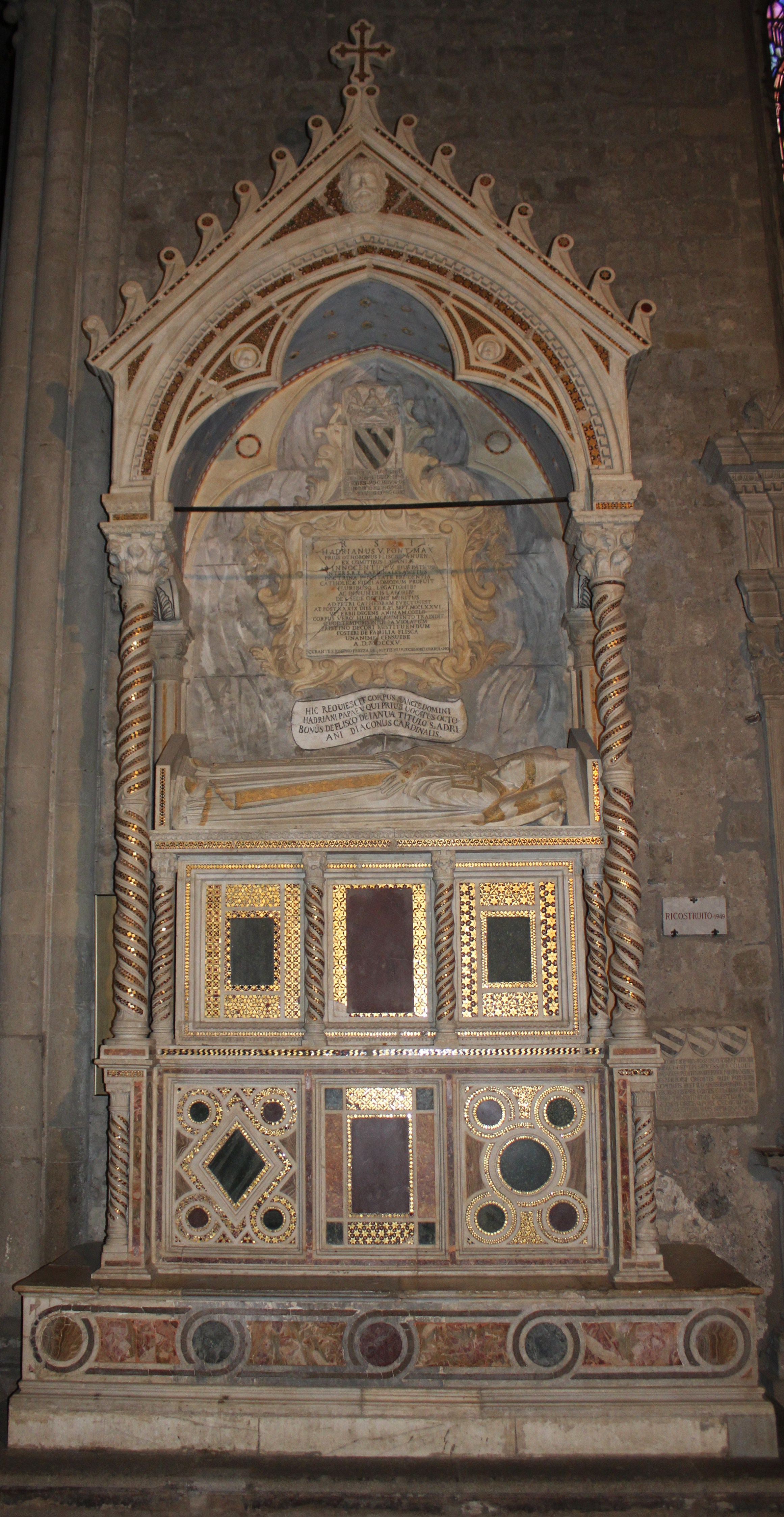
Monumento sepolcrale di Adriano V

  - Monumento sepolcrale di Adriano Vil monumento funebre di papa Adriano V (morto nel 1276), splendido capolavoro attribuito ad Arnolfo di Cambio, con ricca decorazione cosmatesca, che gli storici dell'arte considerano un autentico gioiello della scultura gotica funeraria italiana[2].
- La parete di fondo del presbiterio è dominata da una quadrifora ogivale istoriata con vetrata a mosaico, opera moderna (1951) raffigurante l'albero francescano (ove sono simbolicamente raffigurate la storia e le opere dell'ordine). Al di sotto della vetrata, la parte terminale della parete è interamente occupata da un grande organo a canne, di moderna fattura.
- Nel transetto di sinistra, vi sono:

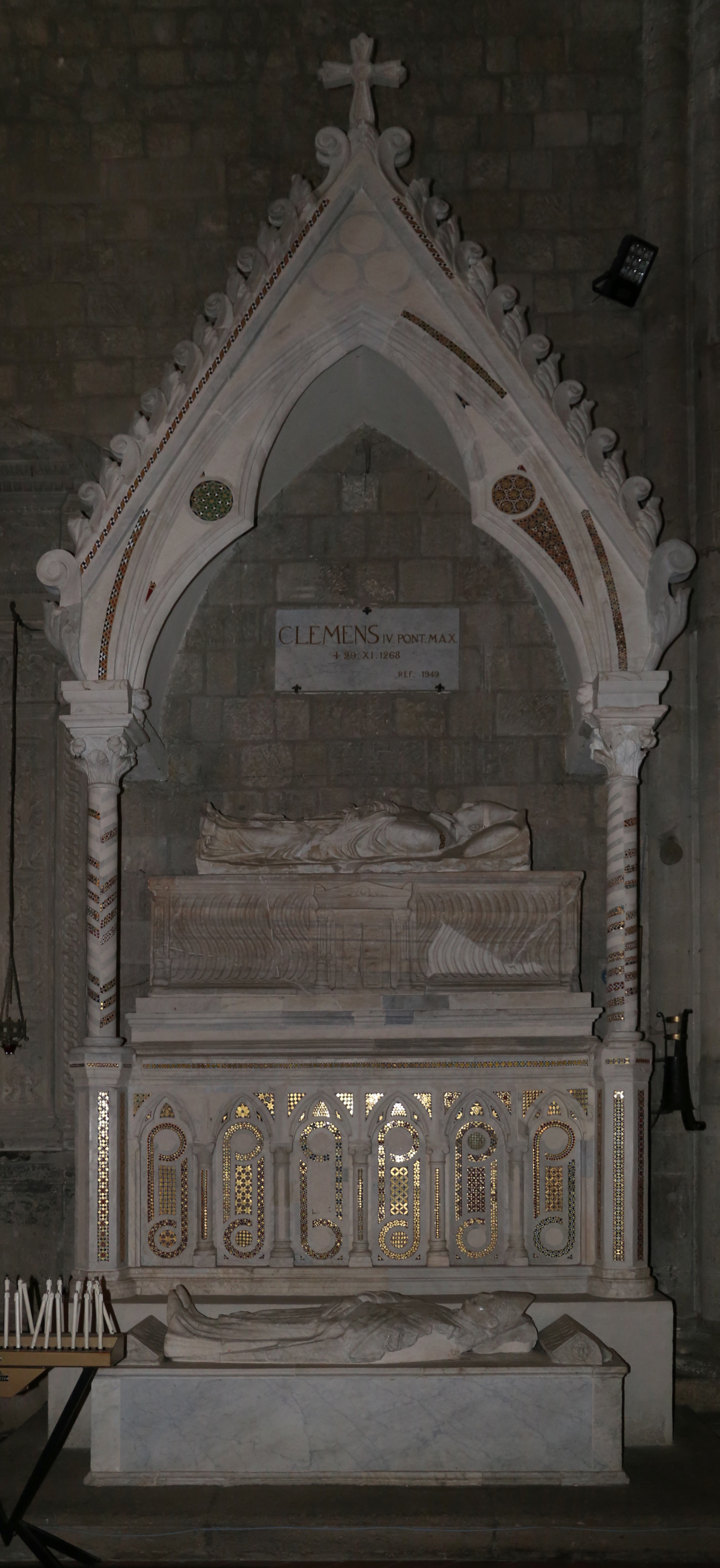
Monumento funerario di Clemente IV

  - Monumento funerario di Clemente IVi resti danneggiati e successivamente restaurati del pregevole monumento funebre di papa Clemente IV (morto nel 1268), realizzato da Pietro di Oderisio nel 1270;

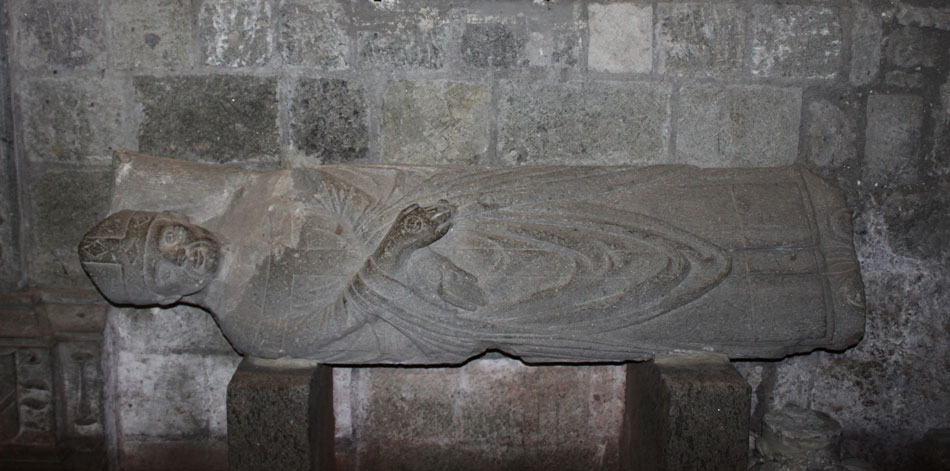
Statua sepolcrale del cardinale Vicedomini

  - Statua sepolcrale del cardinale Vicedominila statua funeraria in peperino del cardinale Vicedomino Vicedomini, unico resto del monumento funebre di questo porporato, morto il 6 settembre 1276 e noto anche come il Papa di un solo giorno;
  - l'altare seicentesco della famiglia Botonti, che ospitò per secoli la celebre Pietà di Sebastiano del Piombo, e nel quale è stata collocata nel dicembre 2014 una perfetta copia integrale del capolavoro;
  - i resti dell'imponente monumento funebre del cardinale Gerardo Landriani (morto nel 1445).
- Lungo la parete di sinistra della navata centrale si possono infine ammirare:
  - i resti del monumento funebre del cardinale Marco da Viterbo (morto nel 1369);
  - il fonte battesimale ed una tela raffigurante la Madonna col Bambino e Santi, opera di Monaldo Trofi.

Le pareti dell'antica basilica medievale erano interamente affrescate, sul modello della basilica francescana di Assisi; questi affreschi, buona parte dei quali opera di Antonio del Massaro detto Il Pastura, sono andati completamente perduti sia durante i disastrosi restauri secenteschi, sia durante il bombardamento del 1944.
Il grande finestrone absidale quadriforico e le altre finestre della basilica presentano vetrate con pregevoli decorazioni colorate "a mosaico", tutte peraltro di fattura posteriore al 1950.
Nel 2019 sono stati eseguiti interventi di manutenzione e restauro delle coperture di un'ala della Basilica.